# Canadian Brass
Canadian Brass, kanadensisk brasskvintett som bildades 1970. Canadian Brass är kanske världens mest kända brassensemble och bildades när trombonisten Eugene Watts ville göra en kvartett med bleckblåsinstrument. Hans nye vän, tubaisten Chuck Daellenbach hängde på och snart blev kvartetten en kvintett med världstatus. Sedan 1970-talet har olika musiker medverkat i Canadian Brass men under sina största glansår bestod den av:
- Ronald Romm, trumpet
- Fred Mills, trumpet
- David Ohanian, valthorn
- Eugene Watts, trombon
- Chuck Daellenbach, tuba

De två sistnämnda har varit medlemmar sedan starten.
Nu består ensemblen, förutom Watts och Daellenbach, av:
- The Trumpet "Dream Team - 7 olika trumpetare
- Bernhard Scully, valthorn